# Shovel Headed Kill Machine
 Shovel Headed Kill Machine  ist das siebte Studioalbum der US-amerikanischen Thrash-Metal-Band Exodus. Es wurde am 4. Oktober 2005 von Nuclear Blast veröffentlicht und ist das erste Album mit Sänger Rob Dukes, Gitarrist Lee Altus sowie das erste und einzige Album mit Schlagzeuger Paul Bostaph.

## Entstehung
Während der Entstehung von Shovel Headed Kill Machine kam es innerhalb der Band zu einigen Umbesetzungen. Bereits bevor die Arbeiten anfingen, wurde Steve Souza von Gary Holt nach einem Streit aus der Band geworfen. Später wurde Rick Hunolt wegen seiner Drogenprobleme durch Lee Altus ersetzt, und für Tom Hunting kam Paul Bostaph (zuvor unter anderem bei Slayer und Testament) zur Band. Für Bostaph sollte es auch das einzige Album mit Exodus bleiben.
Holt ließ sich davon nicht beeindrucken. Da er auch für das Vorgängeralbum die komplette Musik und die Hälfte der Texte verfasst hatte, konnte er das Songwriting wie gewohnt zu Ende bringen. Im Zeitraum zwischen Januar und Juni 2005 schrieb er nahezu alle Riffs.

## Texte
In dem Lied Deathamphetamine (ein Wortspiel mit death, engl. Tod, und Methamphetamine) verarbeitet Holt seine überstandene Methamphetaminsucht:

“Well "Deathamphetamine" is the most personal thing I have ever written because it describes what I went through when I was addicted to Methamphetamine. It was also written when Rick was still in the band as a last ditch attempt for him to read between the lines but it didn't have that effect.”

„Deathamphetamine ist das persönlichste, das ich jemals geschrieben habe. Es beschreibt, was ich durchgemacht habe, als ich methamphetaminsüchtig war. Es wurde außerdem geschrieben, als Rick noch in der Band war, als letzter Versuch, ihm einen Wink zu geben, das hat aber nicht funktioniert.“

Andere Lieder dagegen haben keinen persönlichen Bezug.

“Then again you've got songs where I talk about killing somebody and I've yet to kill anybody, so I don't know how personal that is?”

„Andererseits gibt es Lieder, wo ich darüber rede, jemanden zu töten, und das habe ich noch nie gemacht; daher weiß ich nicht, wie persönlich das ist.“

## Rezeption
Von der Fachpresse kamen gute Kritiken, wenn auch nicht ganz so gut wie beim Vorgänger.

„„Shovel Headed Kill Machine“ ist nicht ganz so stark ausgefallen wie das Comebackalbum […] Allerdings ist „Shovel Headed Kill Machine“ nach mehrmaligem Hören nahe dran am 2004er Werk […].“

## Titelliste
1. Raze (4:16) (Gary Holt, Rob Dukes)
2. Deathamphetamine (8:31) (Holt)
3. Karma’s Messenger (4:15) (Holt, Dukes)
4. Shudder to Think (4:48) (Holt)
5. I Am Abomination (3:24) (Holt)
6. Altered Boy (7:36) (Holt)
7. Going Going Gone (4:59) (Holt)
8. Now Thy Death Day Come (5:11) (Holt)
9. .44 Magnum Opus (6:56) (Holt)
10. Shovel Headed Kill Machine (2:56) (Holt)

### Bonustrack der deutschen CD-Veröffentlichung von 2005 im Digipak und der südkoreanischen CD-Veröffentlichung
1. Purge the World (4:00) (Holt, Dukes)

### Bonustrack der japanischen CD-Veröffentlichungen
1. Problems (4:24) (Paul Cook, Steve Jones, Glen Matlock, Johnny Rotten)

### Bonustracks der deutschen LP-Veröffentlichung von 2005
1. Problems (4:24) (Cook, Jones, Matlock, Rotten)
2. Purge the World (4:00) (Holt, Dukes)

### Coverversion
- „Problems“ ist eine Sex-Pistols-Coverversion. Das Lied wurde ursprünglich 1977 auf dem Album Never Mind The Bollocks Here‘s the Sex Pistols veröffentlicht.

### Wissenswertes
- Der Song „Purge the World“ hieß ursprünglich „C.O.T.C. (Crime of the Century)“ und war eigentlich schon für das Vorgängeralbum Tempo of the Damned vorgesehen.[4] Da die Band allerdings im Text dieses Songs mit ihrer vorherigen Plattenfirma Century Media abrechnete, durften Exodus und Nuclear Blast den Song nicht veröffentlichen.[4] Daraufhin wurde das Lied umarrangiert, in „Purge the World“ umbenannt und als Bonus-Track für Shovel Headed Kill Machine verwendet. Der Song fehlt in der Titelliste auf der Rückseite der deutschen Digipak-Edition, ist aber auf der CD enthalten. In der Titelliste der südkoreanischen CD-Pressung und der deutschen LP-Pressung von 2005 ist der Titel schon aufgelistet.